# Olaus Petri Osander
Olaus Petri Osander, född den 5 september 1700 i Linneryds socken, Småland, död den 13 juni 1787 i Växjö, var en svensk biskop.

## Biografi
Olaus Osander var son till prosten i Linneryds socken, Petrus Nicolai Osander och Helena Roselia.
Osander blev 1718 student och 1723 filosofie magister i Lund, varefter han begav sig till tyska högskolor. År 1726 blev han teologie adjunkt vid Lunds universitet.
Han blev 1730 domprost i Växjö och 1733 teologie doktor. Som preses vid ett prästmöte utgav han Eschatologia sacra (1735). År 1749 utnämndes han till biskop i Växjö. Osander höll flitigt prästmöten och vårdade sig i övrigt synnerligen om stiftets angelägenheter. Däremot spelade han inte någon särdeles framstående roll vid de sex riksdagar han bevistade.
Osander var först gift med Magdalena Brigitta Göeding, dotterdotter till Olof Rudbeck d.y. Hans andra hustru var Christina Elisabet Stobæa vars far Nils Stobæus var professor i Lund. Den tredje hustrun, friherrinnan  Ulrika Altea Maria Grundel, gifte han sig med 1774. Hans barn, som samtliga föddes i de två första äktenskapen, adlades 1756 med namnet Sanderskiöld. Sonen Per Olof Sanderskiöld (1734-1805) var hovrättsråd och slutligen vice president i Göta hovrätt, och med dennes son utslocknade ätten 1827.